# Nova Mamoré
Nova Mamoré este un oraș în Rondônia (RO), Brazilia.